# Thân mình
Thân mình (torso) một thuật ngữ giải phẫu chỉ bộ phận trung tâm của rất nhiều cơ thể động vật (bao gồm cả của con người,) từ đó nối ra đến cổ, tay, chân. Thân mình bao gồm cả vùng ngực và bụng.